# Мариновка (Волгоградська область)
Мариновка (рос. Мариновка) — село у Калачевському районі Волгоградської області Російської Федерації.
Населення становить 862  особи. Входить до складу муніципального утворення Мариновське сільське поселення.

## Історія
Село розташоване у межах українського історичного та культурного регіону Жовтий Клин.
Згідно із законом від 20 січня 2005 року № 994-ОД органом місцевого самоврядування є Мариновське сільське поселення.

## Населення
| 1859 | 1873  | 1897  | 1915  | 2010 |
| ---- | ----- | ----- | ----- | ---- |
| 776  | ↗1034 | ↗1299 | ↗2147 | ↘862 |